# Felben TG
| TG ist das Kürzel für den Kanton Thurgau in der Schweiz. Es wird verwendet, um Verwechslungen mit anderen Einträgen des Namens Felben zu vermeiden. |

Felben [ˈfɛlbən] (im einheimischen Dialekt: [(fo) ˈfɛlbə]) ist ein Ortsteil der politischen Gemeinde Felben-Wellhausen im Schweizer Kanton Thurgau.
Die 1803 gebildete Munizipalgemeinde Felben vereinigte sich 1983 mit ihren Ortsgemeinden Felben und Wellhausen zur Einheitsgemeinde Felben-Wellhausen.

## Geographie
Das Dorf Felben liegt in der Thurebene an der Kantonsstrasse Frauenfeld–Kreuzlingen und wurde bis zur Thurkorrektion um 1880 regelmässig von Überschwemmungen betroffen.
Der alte Dorfkern bildet mit den Reihen westostgerichteter Häuser und der Kirche ein Siedlungsviereck.

## Geschichte

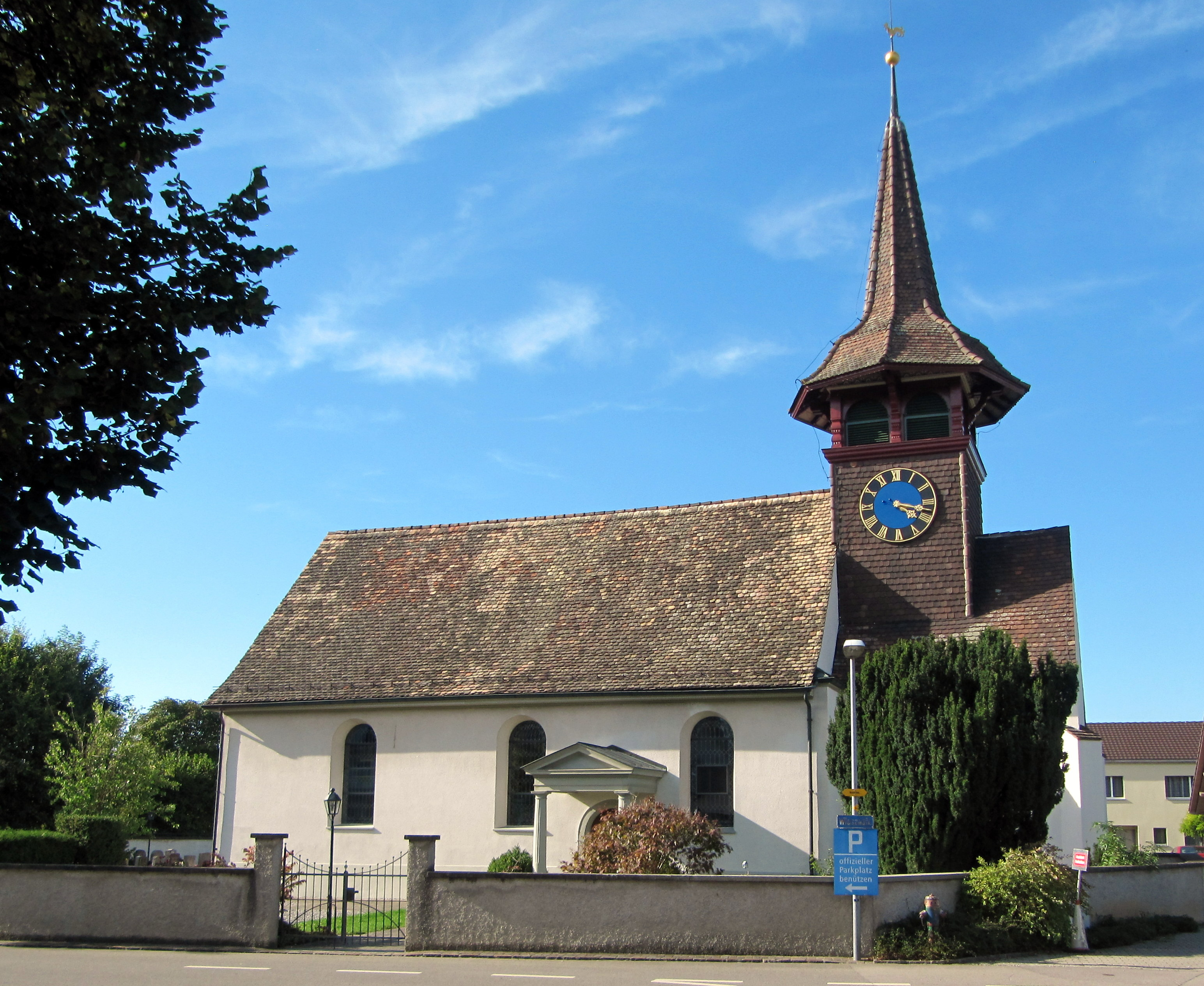
Evangelische Kirche

Der älteste Beleg für den Namen des Dorfes findet sich in einer Urkunde von 1178 in der Form Veluen. Er dürfte auf einen althochdeutschen Flurnamen *(bî den) fëlwen ‚bei den Weiden‘ zurückgehen.
Römische Münzfunde deuten auf römerzeitlichen Verkehr. Damals verlief die Heerstrasse Winterthur–Pfyn durch die Gegend.
1178 trat das Kloster Alt St. Johann im Toggenburg in Felben als Grundherr auf. Gerichtsherr war vom Spätmittelalter bis 1798 die Stadt Frauenfeld.
Vor der Reformation gehörte Felben, das vermutlich ab dem 9. Jahrhundert eine Kapelle besass, zu Pfyn. Spätestens ab 1569 bildete Felben mit Wellhausen eine reformierte Kirchgemeinde, deren Kollatur die Herrschaft Wellenberg und die Stadt Frauenfeld innehatten, während die Katholiken zu Frauenfeld gehörten.
|                   | 1850 | 1900 | 1950 | 1980 |
| ----------------- | ---- | ---- | ---- | ---- |
| Munizipalgemeinde | 479  | 573  | 778  | 1161 |
| Ortsgemeinde      | 200  | 281  | 424  | 525  |

Bis ins 19. Jahrhundert war Kornbau in drei Zelgen üblich. Nach 1860 nahmen Vieh- und Milchwirtschaft zu. 1909, 1920–1925 und 1969–1983 erfolgten Entwässerungen und eine Gesamtmelioration, nach 1940 wurde der Ackerbau intensiviert (Zuckerrüben). Um 1900 boten Stickerei, Ziegelei und Sandgruben Arbeit. In den Gebäuden der 1896 gegründeten, 190 Arbeiter beschäftigenden Schifflistickerei Billwiller richtete sich 1922 die Buchbindereimaschinenfabrik Müller Martini ein.

## Wappen

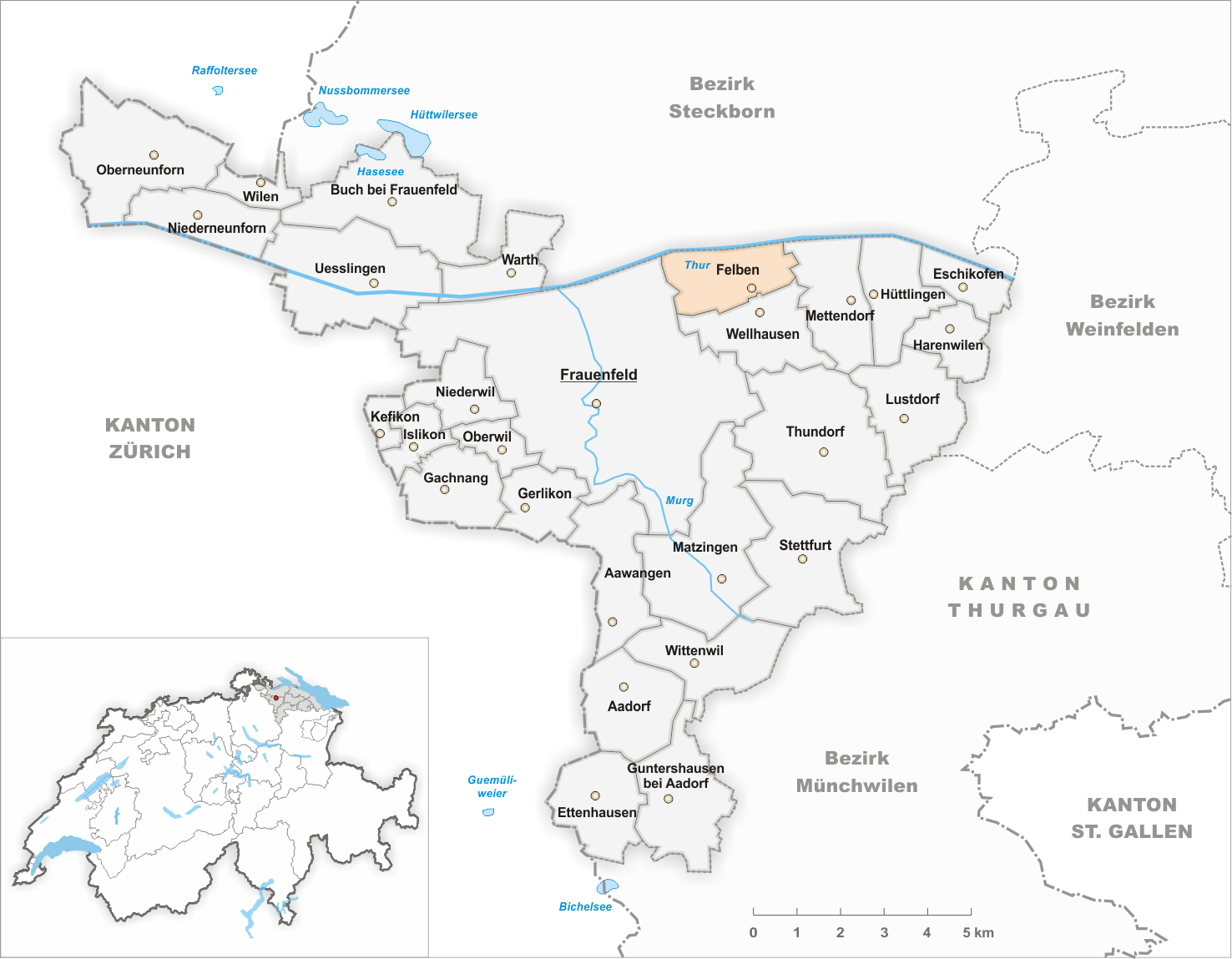
Gemeindestand vor der Fusion im Jahr 1983

Blasonierung: In Rot mit weisser Weide.
Die Weide deutet auf den Ortsnamen, die rote Farbe auf die ehemalige Zugehörigkeit von Felben zur Stadt Frauenfeld hin.

## Sehenswürdigkeiten
- Schloss Wellenberg und die reformierte Kirche Felben sind in der Liste der Kulturgüter in Felben-Wellhausen aufgeführt.
- Alte Mühle Wellhausen
- Gerichtshaus Wellhausen
- Ziegelhütte
- Schützenhaus Wellhausen
- Mühliweier

## Persönlichkeiten
- Huldreich Sulzberger (1819–1888), Historiker, 1882–1888 Pfarrer in Felben
- Conrad Keller (1848–1930), Schweizer Zoologe